# シクロテトラデカヘプタエン
シクロテトラデカヘプタエン（Cyclotetradecaheptaene）とは、環状の炭化水素の中でも、アヌレンに分類される有機化合物の1種である。分子量は約182。14アヌレンなどとも表記される場合がある。

シクロテトラデカヘプタエンの線角構造式。

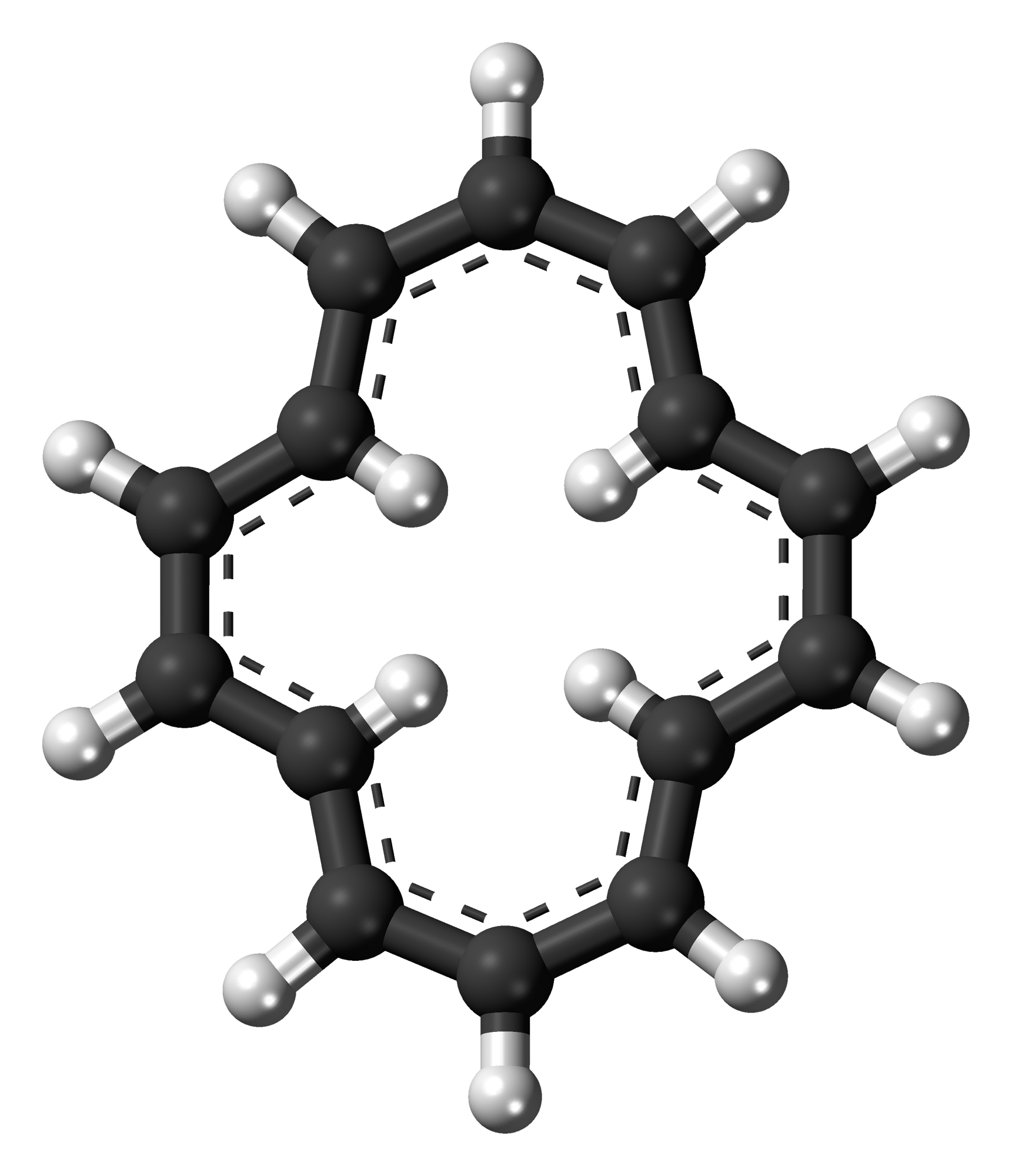
シクロテトラデカヘプタエンは、このように環全体が共役する。

シクロで「環状の」、テトラデカで「14」、ヘプタエンで「7つの炭素同士の二重結合」という名前の通り、14個の炭素原子が環状になった炭化水素が、炭素同士の二重結合と炭素同士の単結合を、7つずつ交互に持った構造として表記される場合もある。ただし、この分子は共役構造（共鳴構造）を持っていて、パイ電子雲が分子全体に広がって、全ての炭素原子が等価な結合で結ばれ得る。このように完全に共役した環状の炭化水素を総称してアヌレンと言う。
また、シクロテトラデカヘプタエンは、パイ電子の数が4n+2を満たす芳香族性を持った化合物の1種でもある。しかしながら、環状になったことによって炭素同士の結合角に歪みが生ずるため、同じく芳香族性を持っていて安定なベンゼンとは違って、シクロテトラデカヘプタエンは不安定である。ちなみに、ベンゼンと似ている点は、ベンゼンと同様に水には不溶で、かつ、共に可燃性であるということが挙げられる。なお、シクロテトラデカヘプタエンはベンゼンには可溶である。